# Hécatonchires

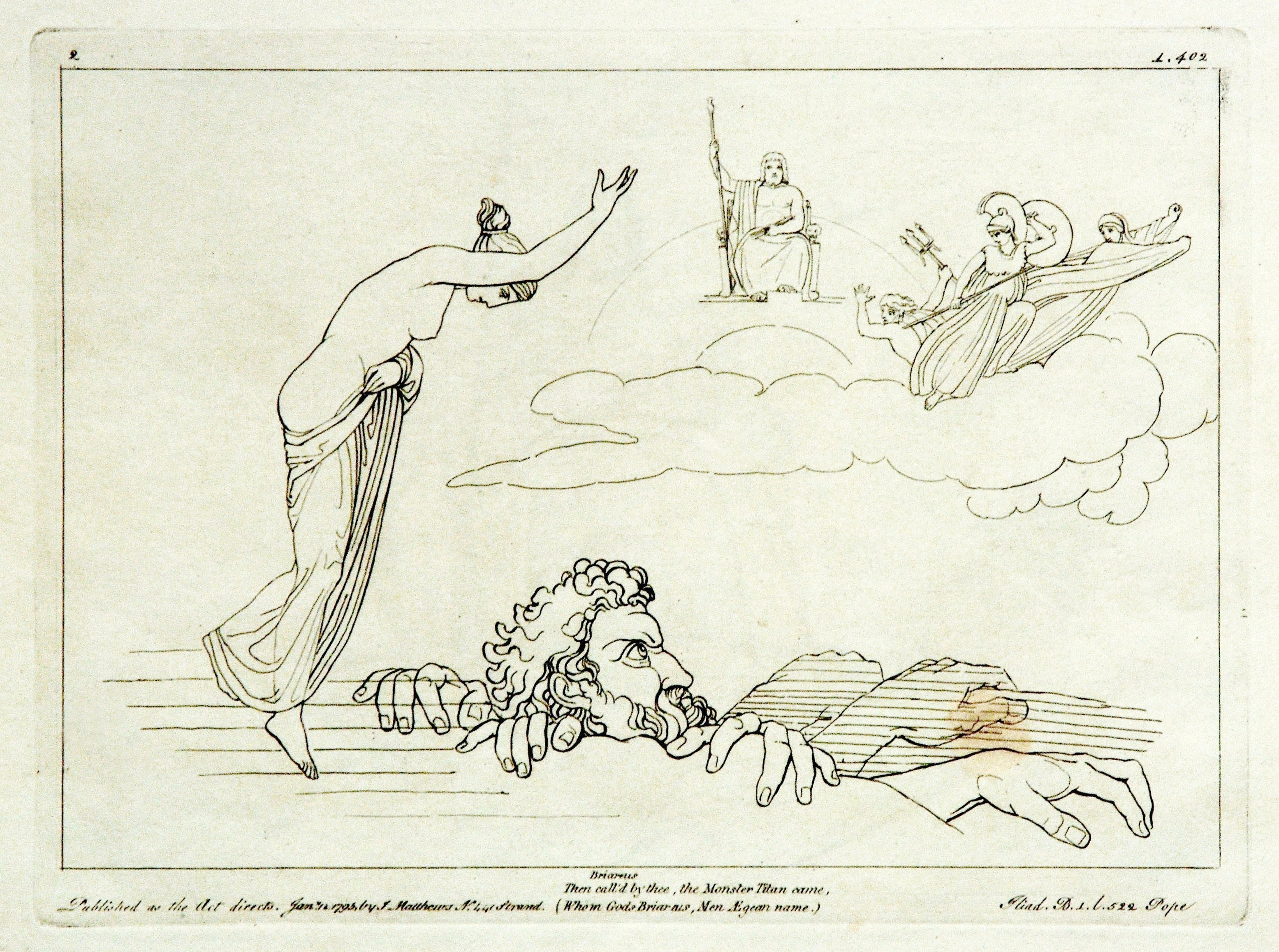
Briarée, l'un des trois Hécatonchires, dans une gravure allemande de 1795.

Les Hécatonchires, Centimanes ou Cent-Bras sont trois Géants de la mythologie grecque, avec chacun cinquante têtes et cent bras. Fils d'Ouranos (le ciel étoilé) et de Gaïa (la Terre), ils seront choisis par Zeus pour être les gardiens du Tartare (une prison située dans les Enfers) à la place de Campé.
Le nom « Hécatonchires » est une translittération du grec Ἑκατόγχειρες / Hekatónkheires  (« qui a cent mains », de ἑκατόν / hekatón, « cent », et χείρ / kheír, « main »).

## Mythes grecs
Les Hécatonchires se dénomment Briarée (ou Egéon), Cottos et Gygès (ou Gyès). Ils ont chacun cent bras et cinquante têtes. Ils sont également les frères des Titans et des Cyclopes[source insuffisante].
Leur père, Ouranos, les craignait et les haïssait, bien qu'ils soient ses enfants. Il les jeta dans le Tartare. Pour vaincre Ouranos, son fils Cronos libéra les Hécatonchires et les Cyclopes afin de l'aider à vaincre leur père commun. Mais, à son tour, Cronos se mit à les craindre et les enferma dans le Tartare. Ils furent délivrés par Zeus, futur maître de l'Olympe et l'assistèrent dans la Titanomachie. Les Titans, vaincus, furent précipités dans le Tartare et les Hécatonchires furent choisis pour en être les gardiens. Ce sont aussi eux qui construisirent le palais de Zeus.
Héra, Athéna et Poséidon conspirèrent contre Zeus et tentèrent de l'enchaîner. La Néréide Thétis avertit le maître de l'Olympe du danger qui le menaçait et, pour le défendre, fit appel aux Hécatonchires. Briarée effraya les trois conspirateurs et empêcha ainsi que la conspiration ne réussisse. Pour le remercier, Poséidon lui offrit en récompense la main de sa fille, Cymopolée, déesse des tempêtes en mer et des catastrophes naturelles.

## Mythes romains
Dans la mythologie romaine qui s'inspire presque entièrement de la mythologie grecque, les Hécatonchires sont les Centimanes (en latin Centimanūs, « qui a cent mains », de centēnus, « cent », et de manŭs, « main »). Ils portent des noms assez identiques à ceux grecs : Égéon (Briarée), Cottos et Gygès.
Une légende rapportée par le géographe grec Pausanias (mort à Rome aux alentours de l'an 180), raconte la dispute entre Neptune et le Soleil au sujet de la possession de l'isthme de Corinthe. Briarée, pris pour arbitre, adjugea l'isthme au dieu des mers et l'Acrocorinthe au Soleil[source insuffisante]'[source insuffisante].

## Développements ultérieurs

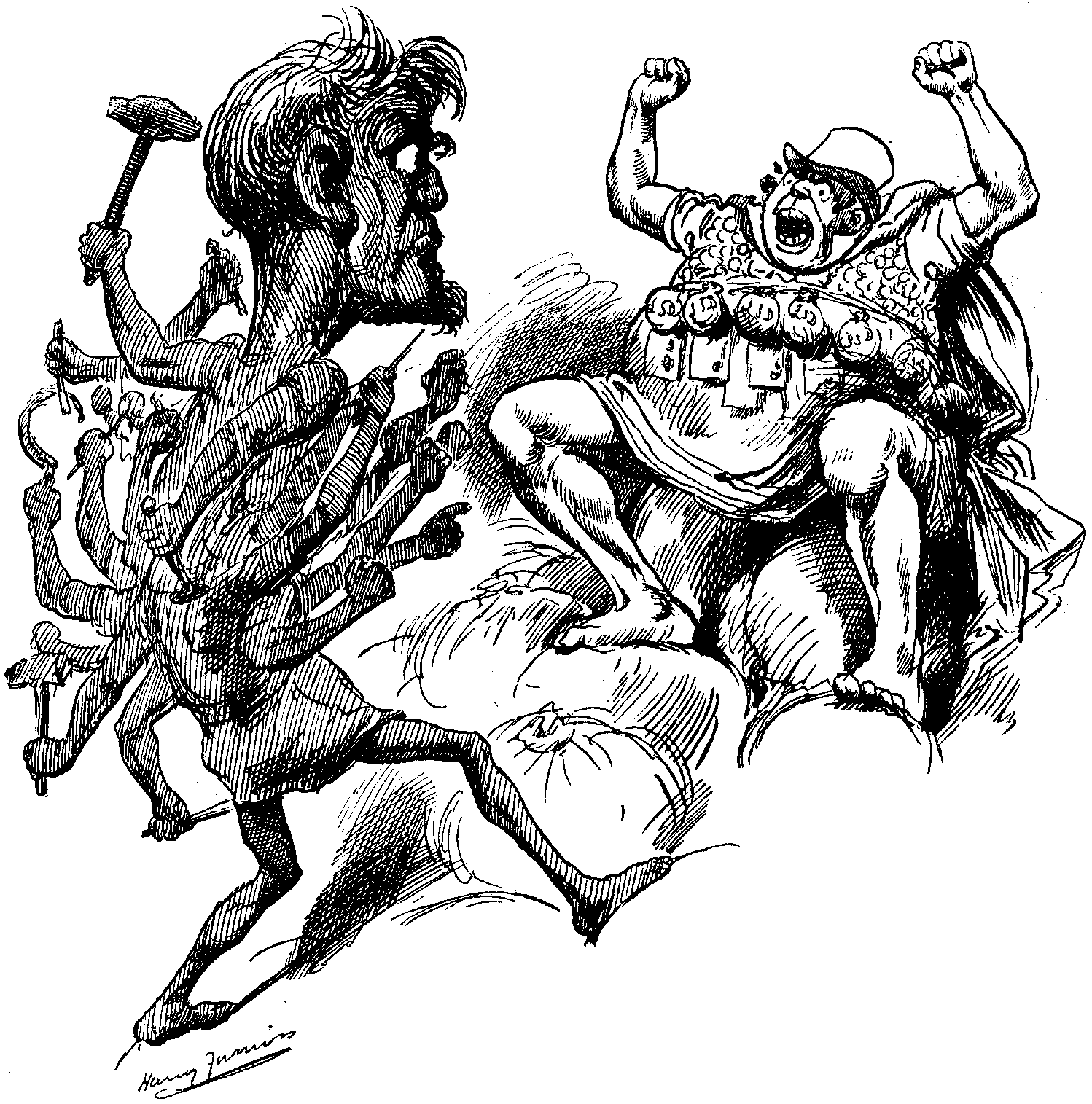
Figure de l'Hécatonchire Briarée utilisée comme une allégorie de la menace multiple de troubles du travail contre le capital, dans une caricature politique de 1890.

### Littérature
- Dans la Divine Comédie : Briarée est l'un des cinq géants cités par Dante[8] ; enchaîné dans les Enfers, il y est représenté comme malfaisant, alliant la ruse et la raison à la force.
- Dans Les Cantos d'Hypérion de Dan Simmons, Gygès et Briarée sont les noms de deux des quatre créations du technocentre, avec Rhadamanthe Nemes et Scylla, envoyées pour détruire Énée.
- Dans La Bataille du labyrinthe, le quatrième tome des aventures de Percy Jackson, le héros rencontre l'hécatonchire Briarée.

### Cinéma et télévision
- Dans le film Percy Jackson : La Mer des monstres, les héros rencontrent un homme à plusieurs bras que Grover nomme Hécatonchire (le personnage n'apparaît que furtivement et n'est pas essentiel dans le film).
- Dans la série d'animation 50 nuances de Grecs, on peut voir, dans le générique de début, Ouranos et Gaia enfanter les Titans, les Cyclopes et les Hécatonchires. Ces derniers sont illustrés par un personnage à six bras.

### Bande dessinée et manga
- Dans la série de manga Appleseed de Masamune Shirow, Briaeros Hecatonchires est un cyborg. Il a la faculté de contrôler d'autres cyborgs comme une extension de son propre corps.
- Dans le manga Saint Seiya, épisode G, les Hécatonchires sont des créatures appelées par le Titan Japet des Dimensions, lors de son combat contre Mû du Bélier.
- Dans le manga Prince of Tennis, coup de Fuji Syusuke appelé « les Hécatonchires gardiens de la porte ».
- Dans le manga Akame ga kill, une arme impériale s'appelle « Hecaton Chires ».
- Dans le manga My Hero Academia, les deux gardiens de la prison « Tartarus » ont plusieurs bras et se prénomment Gygès et Briarée.

### Jeux vidéo
Les Hécatonchires apparaissent dans les jeux vidéo :
- Final Fantasy XIII : l'invocation de Vanille se nomme « Hécatonchire » et possède une multitude de bras. Ce nom apparaît également dans le jeu vidéo Persona 3 où il est possible d'utiliser ces personnages.
- God of War: Ascension (2013) : il est fait référence à Égéon l'Hécatonchire ; ce dernier sert de prison aux Érinyes et sera forcé d'affronter Kratos par Mégère, et est tué par ce dernier.
- Bayonetta : l'un des démons que peut invoquer la sorcière éponyme se nomme « Hekatoncheir », et possède six bras gigantesques.
- Age of Mythology (extension) : il est possible de recruter l'unité mythique « Géant d'Héca », qui possède plusieurs bras.
- Assassin's Creed Odyssey : à la fin de l'épisode téléchargeable à propos de l'Atlantide, on peut faire la rencontre d'un hécatonchire.
- Street Fighter V : Champion Edition : le personnage de Seth possède une capacité nommée « Hecatoncheires » qui délivre une multitude de coups de poing en un seul coup.
- Persona 5 : un monstre aux nombreux bras fait sa première apparition dans la série, domptable par le protagoniste, sous le nom « Hecatoncheires » dans les versions occidentales.
- Immortals Fenyx Rising : des monstres à six bras et une tête apparaissent dans le jeu, sous le nom de « Hécatonchires ». Certaines de ces créatures sont désignées par un nom particulier, tel que Multimane, Gyès, Kottos ou encore Briarée.

### Autres jeux
- Dans le jeu de rôle Donjons et Dragons, les Hécatonchires sont des Extérieurs[9] d'alignement chaotique mauvais.
- Dans le jeu de cartes à collectionner Magic: The Gathering, une carte de créature de type « géant » sur laquelle l'illustration montre un personnage à plusieurs bras est intitulée « The Hundred Handed One » et traduite en français par « Hécatonchire ».

### Sources
- Pseudo-Apollodore, Bibliothèque [détail des éditions] [lire en ligne] (I, 1).
- Hésiode, Théogonie [détail des éditions] [lire en ligne] (passim).
- Homère, Iliade [détail des éditions] [lire en ligne] (I, 404).
- Pausanias, Description de la Grèce [détail des éditions] [lire en ligne] (II, 1 et 4).
- Virgile, Énéide [détail des éditions] [lire en ligne] (VI, 287 ; X, 565).